# Anna Blažíčková
Anna Blažíčková, rozená Petráčková (* 24. dubna 1933 Vodňany), je česká spisovatelka, bohemistka a lexikografka. Byla manželkou literárního historika a kritika Přemysla Blažíčka.

## Život
Narodila se do rodiny obchodníka se střižním zbožím ve Vodňanech. V krizových letech se obchodu nedařilo, proto se rodiče přestěhovali do Bechyně na zemědělskou usedlost, odkud pocházela matka Anny Blažíčkové. Dětství prožila v Bechyni, vychodila zde obecnou a měšťanskou školu. V roce 1946 nastoupila Anna Blažíčková do gymnázia v Táboře, kde pobyla 3 roky. Středoškolské studium dokončila v roce 1952 v Týně nad Vltavou. Poté se přihlásila ke studiu na Filosofické fakultě UK v Praze, kam z ideologických důvodů nebyla přijata. Byla ale přijata ke tříletému studiu na Pedagogické fakultě v Českých Budějovicích, kde v roce 1955 absolvovala. Znovu se pak přihlásila na Filozofickou fakultu UK, kde v letech 1955–1958 pokračovala ve studiu češtiny a ruštiny. Po absolutoriu vyučovala šest let na středních školách – na gymnáziu ve Voticích, průmyslové škole ve Vlašimi a průmyslové škole v  Praze. V roce 1962 se provdala za Přemysla Blažíčka. Roku 1964 odešla na mateřskou dovolenou a od té doby již byla zaměstnávána pouze externě. Spolupracovala s Ústavem pro českou a světovou literaturu ČSAV, s Památníkem národního písemnictví a s Maticí slovenskou.
Žije v Praze, má dceru a syna.

## Dílo

### Lexikografická práce
Anna Blažíčková je spoluautorkou hesel v encyklopedickém díle a slovnících. Zpracovaná hesla podepisovala šifrou ab.
- Lexikon české literatury 1 (1985)
- Lexikon české literatury 2/1 a 2/2 (1993)
- Slovník české literatury 1970–1981 (1985)
- Slovník českých spisovatelů od roku 1945
- Slovník českých spisovatelů[1]

### Próza
- Psí víno. 1. vyd. Praha: Práce, 1992. 123 s. ISBN 80-208-0258-4; znovuvydáno: Praha: Triáda, 2010. 108 s. ISBN 978-80-87256-18-3

- Teď něco ze života. Vyd. 1. Praha: Triáda, 2012. 453 s. Delfín, 127. ISBN 978-80-87256-87-9. Vzpomínková próza.

### Pohádky a novely pro děti
- Směr Červený Újezd. Ilustrace Miloslav DISMAN. Vyd. 1. V Praze: Středočeské nakladatelství a knihkupectví, 1986. 110 s.
- Kdo nesází, nevyhraje, aneb, Dostane se Honza k počítačům?. Ilustrace Miloslav DISMAN. 1. vyd. Praha: Albatros, 1988. 172 s. Střelka, sv. 164.
- Zvířecí pohádky. Ilustrace Pavel ŠŤASTNÝ. 1. vyd. Praha: Ex voto, 2007. 40 s. ISBN 978-80-903982-0-7
- Neomluvené hodiny (Ex voto 2008)[4]

### Povídky
- Buď vůle tvá (Pěší zóna, č. 4/1999)
- Babička se vrátila (Revolver Revue, č. 56/2004)[5]
- Momentka (Revolver Revue, č. 56/2004)[5]
- Čekání v zástupu; soubor povídek a novel. 1. vyd., 2014. 128 s. ISBN 978-80-7474-106-7[6]